# Elecciones a las Juntas Generales de Álava de 2015
Las elecciones a las Juntas Generales de Álava de 2015 se celebraron el 24 de mayo de dicho año en Álava, junto con las elecciones a las Juntas Generales de los otros dos territorios históricos del País Vasco (Vizcaya y Guipúzcoa).
A lo largo de la misma jornada, se celebraron también las elecciones municipales y a la mayoría de los Parlamentos Autonómicos de España (con excepción de los parlamentos del País Vasco, Galicia, Cataluña y Andalucía); a las asambleas de Ceuta y Melilla; a los Cabildos Insulares canarios; a los Consejos Insulares de Baleares; al Consejo General de Arán; y a los concejos de Navarra.

## Sistema electoral
En Álava tienen derecho a voto los ciudadanos residentes en la provincia mayores de edad, que estén inscritos en el censo de algún municipio y que dispongan de todos sus derechos civiles y políticos. Para obtener representación, las candidaturas deben recibir el 3% de los votos válidos emitidos en su circunscripción (incluido el voto en blanco). Los escaños se reparten de manera proporcional por circunscripción de acuerdo con la ley d'Hondt.
| Datos del censo electoral para las elecciones forales de 2015 |              |            |                   |                     |
| Circunscripción                                               | Procuradores | Municipios | Mesas electorales | Número de electores |
| Ayala                                                         | 6            | 5          | 47                | 27.837              |
| Tierras Esparsas                                              | 7            | 45         | 67                | 34.561              |
| Vitoria                                                       | 38           | 1          | 298               | 186.359             |
| Total                                                         | 51           | 51         | 412               | 248.757             |

## Candidaturas
PP, PNV, EH Bildu, PSE-EE, Irabazi-Ganar Araba, Ciudadanos - Partido de la Ciudadanía y Podemos se presentan en las tres circunscripciones. Ikune se presenta en Ayala y Vitoria; Vox se presenta en Ayala y en las Tierras Esparsas; UPyD solo en Vitoria.

### Candidaturas con representación previa en las Juntas Generales de Álava

#### Partido Popular
- Integrantes de la candidatura: Partido Popular.
- Cabeza de lista en Ayala: Joseba Elejalde Ribacoba
- Cabeza de lista en Vitoria y candidato a Diputado General: Javier de Andrés
- Cabeza de lista en las Tierras Esparsas: Marta Alaña

#### Partido Nacionalista Vasco
- Integrantes de la candidatura: Partido Nacionalista Vasco
- Cabeza de lista en Ayala: Juan José Unzaga Bilbao
- Cabeza de lista en Vitoria y candidato a Diputado General: Ramiro González Vicente
- Cabeza de lista en las Tierras Esparsas: Jokin Villanueva

#### Euskal Herria Bildu
- Integrantes de la candidatura: Bildu, Sortu y Amaiur
- Cabeza de lista en Ayala: Nerea Martínez Cerrillo
- Cabeza de lista en Vitoria y candidato a Diputado General: Kike Fernández de Pinedo Álvarez de Arkaia
- Cabeza de lista en las Tierras Esparsas: Eva López de Arróyabe

#### Partido Socialista de Euskadi-Euskadiko Ezkerra
- Integrantes de la candidatura: Partido Socialista de Euskadi-Euskadiko Ezkerra
- Cabeza de lista en Ayala: Julián Larisgoitia Zarate
- Cabeza de lista en Vitoria y candidato a Diputado General: Cristina González Calvar
- Cabeza de lista en las Tierras Esparsas: José Javier Martínez

#### Irabazi-Ganar Araba
- Integrantes de la candidatura: Ezker Anitza-IU, Equo y Alternativa Republicana
- Cabeza de lista en Ayala: Pablo Ángel Bocca Schmuñez
- Cabeza de lista en Vitoria y candidato a Diputado General: José Damián García-Moreno
- Cabeza de lista en las Tierras Esparsas: Ignacio Gómez González

### Candidaturas sin representación previa en las Juntas Generales de Álava pero sí en otros parlamentos

#### Ciudadanos - Partido de la Ciudadanía
- Integrantes de la candidatura: Ciudadanos - Partido de la Ciudadanía
- Cabeza de lista en Ayala: Margarita Peña Calvo
- Cabeza de lista en Vitoria y candidato a Diputado General: Miguel Ángel Carrera
- Cabeza de lista en las Tierras Esparsas: José Ángel Ruiz

#### Podemos
- Integrantes de la candidatura: Podemos
- Cabeza de lista en Ayala: Daniel Trujillano Aguirre
- Cabeza de lista en Vitoria: María Cruz Polaina
- Cabeza de lista en las Tierras Esparsas y candidato a Diputado General: Koldo Martín

#### Unión Progreso y Democracia
- Integrantes de la candidatura: Unión Progreso y Democracia
- Cabeza de lista en Vitoria y candidato a Diputado General: Nicolás Gutiérrez Saiz

### Otras candidaturas

#### Ikune
- Integrantes de la candidatura: Ikune
- Cabeza de lista en Ayala: María Concepción Sesar Mella
- Cabeza de lista en Vitoria y candidato a Diputado General: Ana Unibaso

#### Vox
- Integrantes de la candidatura: Vox
- Cabeza de lista en Ayala: Esau Martín Antón
- Cabeza de lista en las Tierras Esparsas: Fernando Cuesta

## Jornada electoral
La jornada electoral comenzó a las 9:00 en los 104 locales electorales de Álava, compuestos por 412 mesas electorales. Las urnas permanecieron abiertas ininterrumpidamente hasta las 20:00.

### Participación
A lo largo de la jornada se dieron a conocer los datos de participación en las elecciones en dos ocasiones, así como la participación final.
|  | 34,49 % |

|  | 33,10 % |

|  | 49,33 % |

|  | 46,76 % |

|  | 65,65 % |

|  | 63,63 % |

## Resultados

### Resultado provincial
| 11 | 1 | 8 | 5 | 1 | 13 | 12 |

| Partido                            | Partido                                         | Votos                      | %                          | +/-                        | Escaños                    | +/-                        |
| ---------------------------------- | ----------------------------------------------- | -------------------------- | -------------------------- | -------------------------- | -------------------------- | -------------------------- |
|                                    | Partido Popular                                 | 35.335                     | 21,99                      | 3,97                       | 12/51                      | 4                          |
|                                    | Partido Nacionalista Vasco                      | 34.705                     | 21,60                      | 2,12                       | 13/51                      | Sin cambios                |
|                                    | Euskal Herria Bildu                             | 32.716                     | 20,36                      | 0,59                       | 11/51                      | Sin cambios                |
|                                    | Podemos                                         | 23.393                     | 14,56                      | Nuevo                      | 8/51                       | 8                          |
|                                    | Partido Socialista de Euskadi-Euskadiko Ezkerra | 17.991                     | 11,20                      | 5,11                       | 8/51                       | 4                          |
|                                    | Irabazi                                         | 5.953                      | 3,70                       | 0,39                       | 1/51                       | 1                          |
|                                    | Ciudadanos-Partido de la Ciudadanía             | 4.982                      | 3,10                       | Nuevo                      | 1/51                       | 1                          |
|                                    |                                                 |                            |                            |                            |                            |                            |
|                                    | Voto en blanco                                  | 2.653                      | 1,65                       | 1,09                       |                            |                            |
|                                    | Ikune                                           | 1.764                      | 1,10                       | 0,17                       | 0/51                       | Sin cambios                |
|                                    | Unión Progreso y Democracia                     | 1.079                      | 0,67                       | 1,13                       | 0/51                       | Sin cambios                |
|                                    | Vox                                             | 118                        | 0,07                       | Nuevo                      | 0/51                       | Sin cambios                |
| Votos nulos                        | Votos nulos                                     | 2.621                      | 1,60                       | 0,74                       |                            |                            |
| Total                              | Total                                           | 160.689                    | 100                        |                            | 51                         |                            |
| Votantes registrados/participación | Votantes registrados/participación              | 248.757                    | 65,65                      |                            |                            |                            |
| Fuente                             | Fuente                                          | *Diputación Foral de Álava | *Diputación Foral de Álava | *Diputación Foral de Álava | *Diputación Foral de Álava | *Diputación Foral de Álava |

### Resultados por circunscripción
| ← Elecciones a las Juntas Generales de Álava de 2015 →       | |          |        |        |              |     |
| Circunscripción                                              | Censo | Partido  | Votos  | %      | Procuradores | +/– |
| Ayala 6 procuradores                                         | - Censo: 27.837 - Votantes: 18.192 (65,35%) - Abstención: 9.645 (34,65%) - Nulos: 322 (1,77%) - Válidos: 9.323 - Blancos: 315 (1,76%) - A candidaturas: 9.008            | EAJ-PNV  | 5.752  | 32,19% | 3            | =   |
| Ayala 6 procuradores                                         | - Censo: 27.837 - Votantes: 18.192 (65,35%) - Abstención: 9.645 (34,65%) - Nulos: 322 (1,77%) - Válidos: 9.323 - Blancos: 315 (1,76%) - A candidaturas: 9.008            | EH Bildu | 5.052  | 28,27% | 2            | =a  |
| Ayala 6 procuradores                                         | - Censo: 27.837 - Votantes: 18.192 (65,35%) - Abstención: 9.645 (34,65%) - Nulos: 322 (1,77%) - Válidos: 9.323 - Blancos: 315 (1,76%) - A candidaturas: 9.008            | Podemos  | 2.477  | 13,86% | 1            | 1   |
| Ayala 6 procuradores                                         | - Censo: 27.837 - Votantes: 18.192 (65,35%) - Abstención: 9.645 (34,65%) - Nulos: 322 (1,77%) - Válidos: 9.323 - Blancos: 315 (1,76%) - A candidaturas: 9.008            | PSE-EE   | 1.534  | 8,58%  | 0            | =   |
| Ayala 6 procuradores                                         | - Censo: 27.837 - Votantes: 18.192 (65,35%) - Abstención: 9.645 (34,65%) - Nulos: 322 (1,77%) - Válidos: 9.323 - Blancos: 315 (1,76%) - A candidaturas: 9.008            | PP       | 1.302  | 7,29%  | 0            | 1   |
| Ayala 6 procuradores                                         | - Censo: 27.837 - Votantes: 18.192 (65,35%) - Abstención: 9.645 (34,65%) - Nulos: 322 (1,77%) - Válidos: 9.323 - Blancos: 315 (1,76%) - A candidaturas: 9.008            | Ikune    | 1.045  | 5,85%  | 0            | =   |
| Ayala 6 procuradores                                         | - Censo: 27.837 - Votantes: 18.192 (65,35%) - Abstención: 9.645 (34,65%) - Nulos: 322 (1,77%) - Válidos: 9.323 - Blancos: 315 (1,76%) - A candidaturas: 9.008            | C's      | 183    | 1,02%  | 0            | =   |
| Ayala 6 procuradores                                         | - Censo: 27.837 - Votantes: 18.192 (65,35%) - Abstención: 9.645 (34,65%) - Nulos: 322 (1,77%) - Válidos: 9.323 - Blancos: 315 (1,76%) - A candidaturas: 9.008            | Irabazi  | 176    | 0,98%  | 0            | =   |
| Ayala 6 procuradores                                         | - Censo: 27.837 - Votantes: 18.192 (65,35%) - Abstención: 9.645 (34,65%) - Nulos: 322 (1,77%) - Válidos: 9.323 - Blancos: 315 (1,76%) - A candidaturas: 9.008            | Vox      | 34     | 0,19%  | 0            | =   |
| Vitoria-Gasteiz 38 procuradores                              | - Censo: 186.362 - Votantes: 120.867 (64,86%) - Abstención: 65.495 (35,14%) - Nulos: 1.754 (1,45%) - Válidos: 119.113 - Blancos: 1.791 (1,50%) - A candidaturas: 117.322 | PP       | 30.330 | 25,46% | 11           | 2   |
| Vitoria-Gasteiz 38 procuradores                              | - Censo: 186.362 - Votantes: 120.867 (64,86%) - Abstención: 65.495 (35,14%) - Nulos: 1.754 (1,45%) - Válidos: 119.113 - Blancos: 1.791 (1,50%) - A candidaturas: 117.322 | EH Bildu | 21.623 | 18,15% | 7            | =a  |
| Vitoria-Gasteiz 38 procuradores                              | - Censo: 186.362 - Votantes: 120.867 (64,86%) - Abstención: 65.495 (35,14%) - Nulos: 1.754 (1,45%) - Válidos: 119.113 - Blancos: 1.791 (1,50%) - A candidaturas: 117.322 | EAJ-PNV  | 20.808 | 17,47% | 7            | 1   |
| Vitoria-Gasteiz 38 procuradores                              | - Censo: 186.362 - Votantes: 120.867 (64,86%) - Abstención: 65.495 (35,14%) - Nulos: 1.754 (1,45%) - Válidos: 119.113 - Blancos: 1.791 (1,50%) - A candidaturas: 117.322 | Podemos  | 18.635 | 15,64% | 6            | 6   |
| Vitoria-Gasteiz 38 procuradores                              | - Censo: 186.362 - Votantes: 120.867 (64,86%) - Abstención: 65.495 (35,14%) - Nulos: 1.754 (1,45%) - Válidos: 119.113 - Blancos: 1.791 (1,50%) - A candidaturas: 117.322 | PSE-EE   | 14.562 | 12,23% | 5            | 3   |
| Vitoria-Gasteiz 38 procuradores                              | - Censo: 186.362 - Votantes: 120.867 (64,86%) - Abstención: 65.495 (35,14%) - Nulos: 1.754 (1,45%) - Válidos: 119.113 - Blancos: 1.791 (1,50%) - A candidaturas: 117.322 | Irabazi  | 5.324  | 4,47%  | 1            | 1   |
| Vitoria-Gasteiz 38 procuradores                              | - Censo: 186.362 - Votantes: 120.867 (64,86%) - Abstención: 65.495 (35,14%) - Nulos: 1.754 (1,45%) - Válidos: 119.113 - Blancos: 1.791 (1,50%) - A candidaturas: 117.322 | C's      | 4.259  | 3,58%  | 1            | 1   |
| Vitoria-Gasteiz 38 procuradores                              | - Censo: 186.362 - Votantes: 120.867 (64,86%) - Abstención: 65.495 (35,14%) - Nulos: 1.754 (1,45%) - Válidos: 119.113 - Blancos: 1.791 (1,50%) - A candidaturas: 117.322 | UPyD     | 1.079  | 0,91%  | 0            | =   |
| Vitoria-Gasteiz 38 procuradores                              | - Censo: 186.362 - Votantes: 120.867 (64,86%) - Abstención: 65.495 (35,14%) - Nulos: 1.754 (1,45%) - Válidos: 119.113 - Blancos: 1.791 (1,50%) - A candidaturas: 117.322 | Ikune    | 719    | 0,60%  | 0            | =   |
| Zuya, Salvatierra, Añana, Campezo y Laguardia 7 procuradores | - Censo: 34.561 - Votantes: 24.217 (70,07%) - Abstención: 10.344 (29,93%) - Nulos: 548 (2,26%) - Válidos: 23.669 - Blancos: 549 (2,32%) - A candidaturas: 23.120         | EAJ-PNV  | 8.131  | 34,35% | 3            | 1   |
| Zuya, Salvatierra, Añana, Campezo y Laguardia 7 procuradores | - Censo: 34.561 - Votantes: 24.217 (70,07%) - Abstención: 10.344 (29,93%) - Nulos: 548 (2,26%) - Válidos: 23.669 - Blancos: 549 (2,32%) - A candidaturas: 23.120         | EH Bildu | 6.034  | 25,49% | 2            | =a  |
| Zuya, Salvatierra, Añana, Campezo y Laguardia 7 procuradores | - Censo: 34.561 - Votantes: 24.217 (70,07%) - Abstención: 10.344 (29,93%) - Nulos: 548 (2,26%) - Válidos: 23.669 - Blancos: 549 (2,32%) - A candidaturas: 23.120         | PP       | 3.695  | 15,61% | 1            | 1   |
| Zuya, Salvatierra, Añana, Campezo y Laguardia 7 procuradores | - Censo: 34.561 - Votantes: 24.217 (70,07%) - Abstención: 10.344 (29,93%) - Nulos: 548 (2,26%) - Válidos: 23.669 - Blancos: 549 (2,32%) - A candidaturas: 23.120         | Podemos  | 2.291  | 9,68%  | 1            | 1   |
| Zuya, Salvatierra, Añana, Campezo y Laguardia 7 procuradores | - Censo: 34.561 - Votantes: 24.217 (70,07%) - Abstención: 10.344 (29,93%) - Nulos: 548 (2,26%) - Válidos: 23.669 - Blancos: 549 (2,32%) - A candidaturas: 23.120         | PSE-EE   | 1.891  | 7,99%  | 0            | 1   |
| Zuya, Salvatierra, Añana, Campezo y Laguardia 7 procuradores | - Censo: 34.561 - Votantes: 24.217 (70,07%) - Abstención: 10.344 (29,93%) - Nulos: 548 (2,26%) - Válidos: 23.669 - Blancos: 549 (2,32%) - A candidaturas: 23.120         | C's      | 544    | 2,30%  | 0            | =   |
| Zuya, Salvatierra, Añana, Campezo y Laguardia 7 procuradores | - Censo: 34.561 - Votantes: 24.217 (70,07%) - Abstención: 10.344 (29,93%) - Nulos: 548 (2,26%) - Válidos: 23.669 - Blancos: 549 (2,32%) - A candidaturas: 23.120         | Irabazi  | 449    | 1,90%  | 0            | =   |
| Zuya, Salvatierra, Añana, Campezo y Laguardia 7 procuradores | - Censo: 34.561 - Votantes: 24.217 (70,07%) - Abstención: 10.344 (29,93%) - Nulos: 548 (2,26%) - Válidos: 23.669 - Blancos: 549 (2,32%) - A candidaturas: 23.120         | Vox      | 85     | 0,36%  | 0            | =   |

a Respecto a Bildu.

## Investidura de los nuevos cargos

### Constitución de las Juntas y elección de sus órganos de gobierno
| Órganos políticos de la X Legislatura         |         |                                            |
| Cargo                                         | Partido | Titular                                    |
| Presidente                                    |         | Pedro Elosegi                              |
| Vicepresidenta primera                        |         | María Elena López de Lacalle               |
| Vicepresidenta segunda                        |         | Marta Alaña                                |
| Secretario primero                            |         | José Javier Bizarro                        |
| Secretaria segunda                            |         | Julia Liberal                              |
| Portavoz del Grupo Juntero EAJ-PNV            |         | Ramiro González Vicente                    |
| Portavoz del Grupo Juntero Populares Alaveses |         | Javier de Andrés                           |
| Portavoz del Grupo Juntero EH Bildu           |         | Kike Fernández de Pinedo Álvarez de Arkaia |
| Portavoz del Grupo Juntero Podemos            |         | Koldo Imanol Martín                        |
| Portavoz del Grupo Juntero Socialistas Vascos |         | Cristina González                          |
| Portavoz del Grupo Juntero Mixto              |         | José Damián García-Moreno                  |

### Elección e investidura del Diputado General de Álava
| Fecha                                         | Voto                         |    |    |    |   |   |   |   | Total |
| --------------------------------------------- | ---------------------------- | -- | -- | -- | - | - | - | - | ----- |
| 30 de junio de 2015 Mayoría requerida: simple | Ramiro González (PNV)        | 13 |    |    |   | 5 |   |   | 18/51 |
| 30 de junio de 2015 Mayoría requerida: simple | José Damián García (Irabazi) |    |    |    |   |   | 1 |   | 1/51  |
| 30 de junio de 2015 Mayoría requerida: simple | Blanco                       |    | 12 | 11 | 8 |   |   | 1 | 32/51 |

Al no lograr ninguno de los candidatos la mayoría absoluta en la primera votación, fue necesaria una segunda votación en la que quedaría elegido Diputado General de Álava aquel candidato que lograra la mayoría simple.
Los resultados de la segunda votación fueron idénticos a los de la primera, pero al conseguir el candidato del PNV más votos que el de Irabazi, Ramiro González Vicente quedó investido Diputado General de Álava y a continuación juró su cargo.